# Frank Maxwell Andrews
Frank Maxwell Andrews, ameriški general, * 3. februar 1884, † 3. maj 1943.
Bil je prvi poveljnik samostojnega vojnega letalstva ZDA in prvi letalski častnik, ki je bil član Generalštaba Kopenske vojske ZDA.